# Concattedrale dell'Assunzione della Beata Vergine Maria (Pola)
Il duomo di Pola, ufficialmente cattedrale dell'Assunzione della Beata Vergine Maria (in croato: Katedrala Navijestenja Blažene Djevice Marije) è la cattedrale cattolica della città di Pola, in Croazia e concattedrale della diocesi di Parenzo e Pola. La chiesa si trova lungo il lato meridionale della baia di Pola, ai piedi della collina su cui sorge il castello. La prima chiesa cristiana edificata in questo luogo risale alla fine del IV e l'inizio del V secolo, subendo poi una serie di ampliamenti e ricostruzioni nei tempi a venire.

## Storia

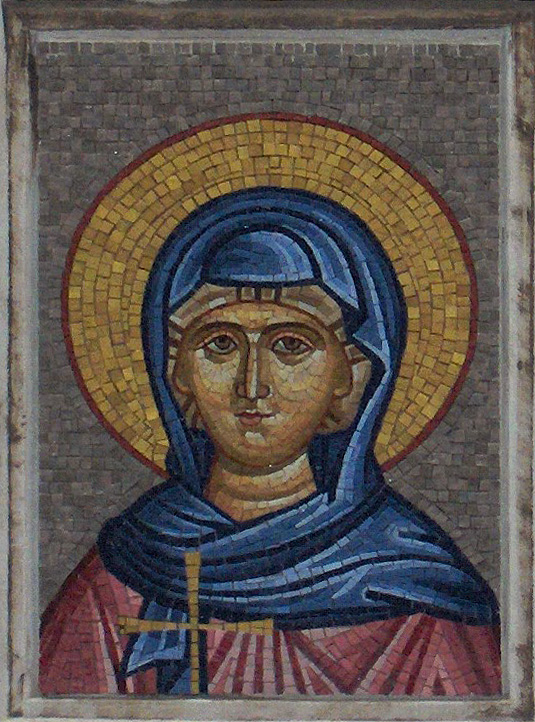
Particolare del mosaico della vergine, all'interno della cattedrale

Si presume che sul sito dell'attuale cattedrale in epoca romana sorgesse un tempio dedicato a Giove Conservatore. 
Nel IV e V secolo vi fu edificato un complesso di edifici cristiani e, presso il sito della prima cattedrale, fu costruita una piccola chiesa larga metà della chiesa attuale. Nella seconda metà del V secolo la chiesa fu trasformata in una basilica a tre navate.
La cattedrale attuale è frutto di una serie di espansioni di questi edifici preesistenti. Nel 1707 è stato aggiunto il campanile barocco, accanto al battistero del V secolo posto di fronte alla basilica. Il campanile è stato costruito con le pietre prese dall'Arena di Pola. Il battistero è stato successivamente demolito nel 1885.
La cattedrale è stata gravemente danneggiata durante i bombardamenti di Pola della seconda guerra mondiale, ma è stata riparata nel 1947.